# Pedernales (ort i Ecuador)
Pedernales är en ort i Ecuador.   Den ligger i provinsen Manabí, i den nordvästra delen av landet, 170 km väster om huvudstaden Quito. Pedernales ligger 32 meter över havet och antalet invånare är 5 983.
Terrängen runt Pedernales är platt norrut, men åt sydost är den kuperad. Havet är nära Pedernales åt nordväst. Runt Pedernales är det ganska glesbefolkat, med 36 invånare per kvadratkilometer. Det finns inga andra samhällen i närheten.